# Nitriansky dolomitový lom
Nitranský dolomitový lom (slovensky Nitriansky dolomitový lom) je přírodní památka v katastrálním území města Nitra v okrese Nitra v Nitranském kraji na Slovensku. Území bylo vyhlášeno v roce 1982 a jeho rozloha je 1,26 hektaru. Předmětem ochrany je bývalý dolomitový lom na území města.